# Шварцбург-Зондерсгаузен
Шва́рцбург-Зондерсга́узен (нем. Schwarzburg-Sondershausen) — германское графство с 1643 года, затем (в 1697—1909 годах) имперское княжество Шварцбургского дома.

## География
Столица — город Зондерсхаузен. Население на начало XX века составляло около 80 тыс. человек, проживающих в 9 городах, 84 коммунах. Подавляющее число жителей являлось протестантами.
Территориально княжество состояло из двух отдельных частей: расположенного в Тюрингенском Лесу Обергершафта (342,9 км², 50,9 % населения) и окружённого территорией прусской провинции Саксонии Унтергершафта (519 км², 49,1 % населения). Обергершафт состоял из двух округов и трёх маленьких участков, разделённых друг от друга землями Саксен-Веймара, Саксен-Готы и Шварцбург-Рудольштадта. Унтергершафт состоял из одного сплошного округа Зондерсхаузен. Орошалось реками Эльба, Виппер с Беброй, Герой со Шпрингом.

## История княжества

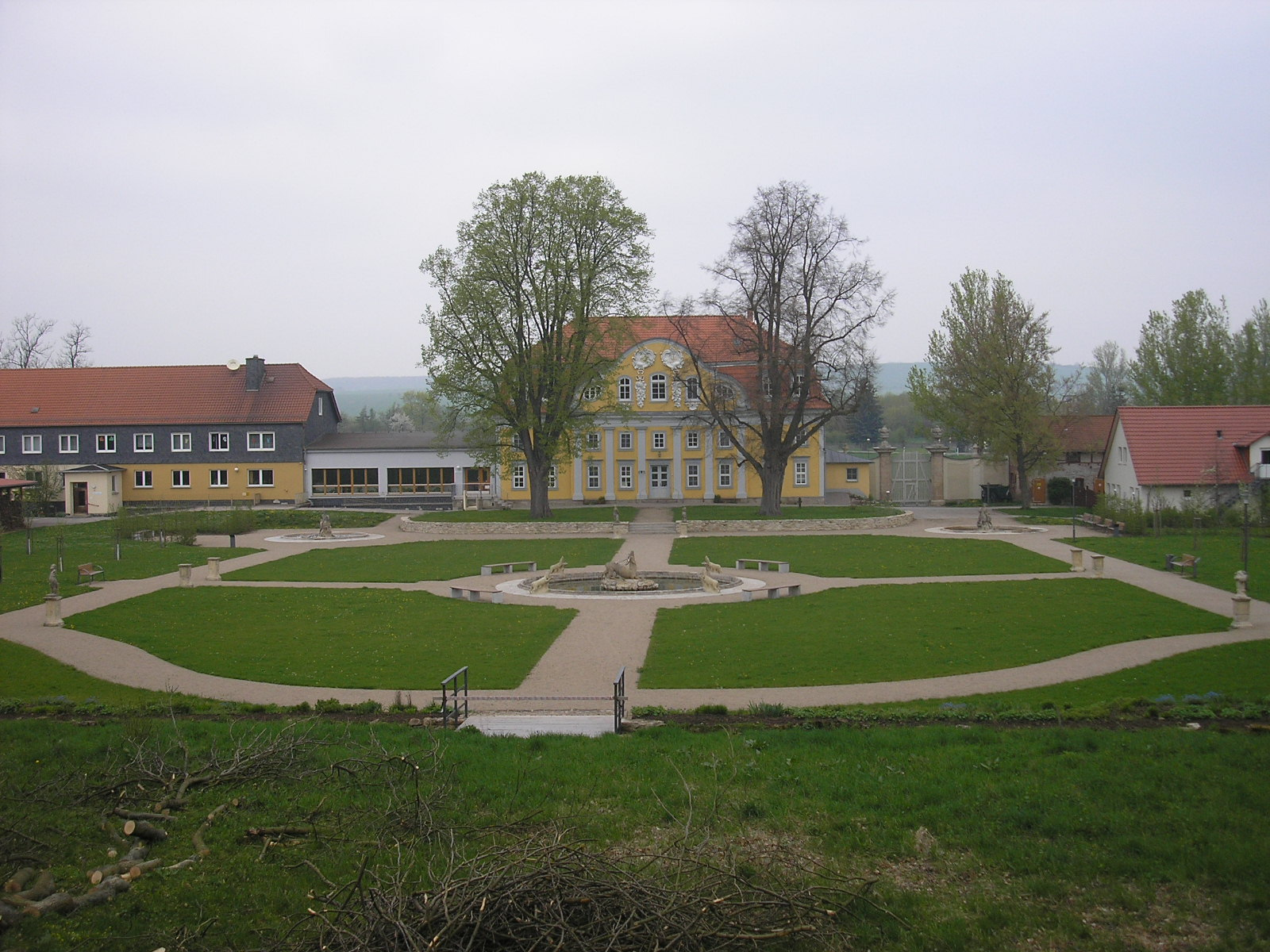
Оранжереи Эбелебенской резиденции

Императорским указом 13 сентября 1697 года графство Шварцбург-Зондерсгаузен было возведено в княжеское достоинство.
25 сентября 1830 года князь Гюнтер Фридрих Карл I октроировал сословную конституцию, которую, однако, в следующем году отменил, так как она вызвала неудовольствие в стране. 14 августа 1835 года он отрёкся от престола. Его преемник князь Гюнтер Фридрих Карл II октроировал новую конституцию, на основании которой в 1843 году собрался первый ландтаг.
В 1848 году в княжестве возникло революционное движение, приведшее к тому, что Верхний Шварцбург был занят саксонскими войсками, а Нижний — прусскими. 12 декабря 1849 года была объявлена конституция в демократическом духе, но в 1857 году она была изменена с целью восстановления прежних абсолютистских порядков.
В 1850 году домены перешли в управление правительства; князю было определено содержание сначала в 120 тысяч, потом в 150 тысяч талеров.
14 июня 1866 года Шварцбург-Зондерсгаузен вотировал против предложении Австрии о мобилизации союзной армии против Пруссии и вошёл в состав Северогерманского союза, а затем Германской империи.
После принятия законов 8 июля 1857 года и 13 апреля 1881 года княжество стало конституционной монархией. Глава государства — имперский князь. Законодательная власть перешла к ландтагу, формировавшемуся из 5 назначаемых князем пожизненных членов, 5 членов, выбираемых группой плательщиков, вносящих высший размер налога, и 5 членов от всех остальных. Ландтаг избирался на 4 года. Исполнительная власть перешла в руки ответственного перед ландтагом министра. В административном отношении княжество делось на три округа: Зондерсхаузен, Арнштадт и Герен. Во главе каждого округа стоял ландрат. Судебную власть осуществляли 5 амтсгерихтов, подведомственных ландгерихту в Эрфурте. Государственные доходы и расходы оставляли ежегодно около 3,3 млн марок. Государственный долг — 5,6 млн марок. Военный контингент княжества входил в состав 3-го Тюрингенского (№ 71) пехотного полка. В союзном совете Германской империи княжество имело один голос, в рейхстаг направляло одного депутата.
После смерти бездетного князя Карла Гюнтера в 1909 году княжество унаследовал князь Шварцбург-Рудольштадта Гюнтер Виктор, правивший Шварцбургом в личной унии.

Зондерсхаузенская резиденция Шварцбургов
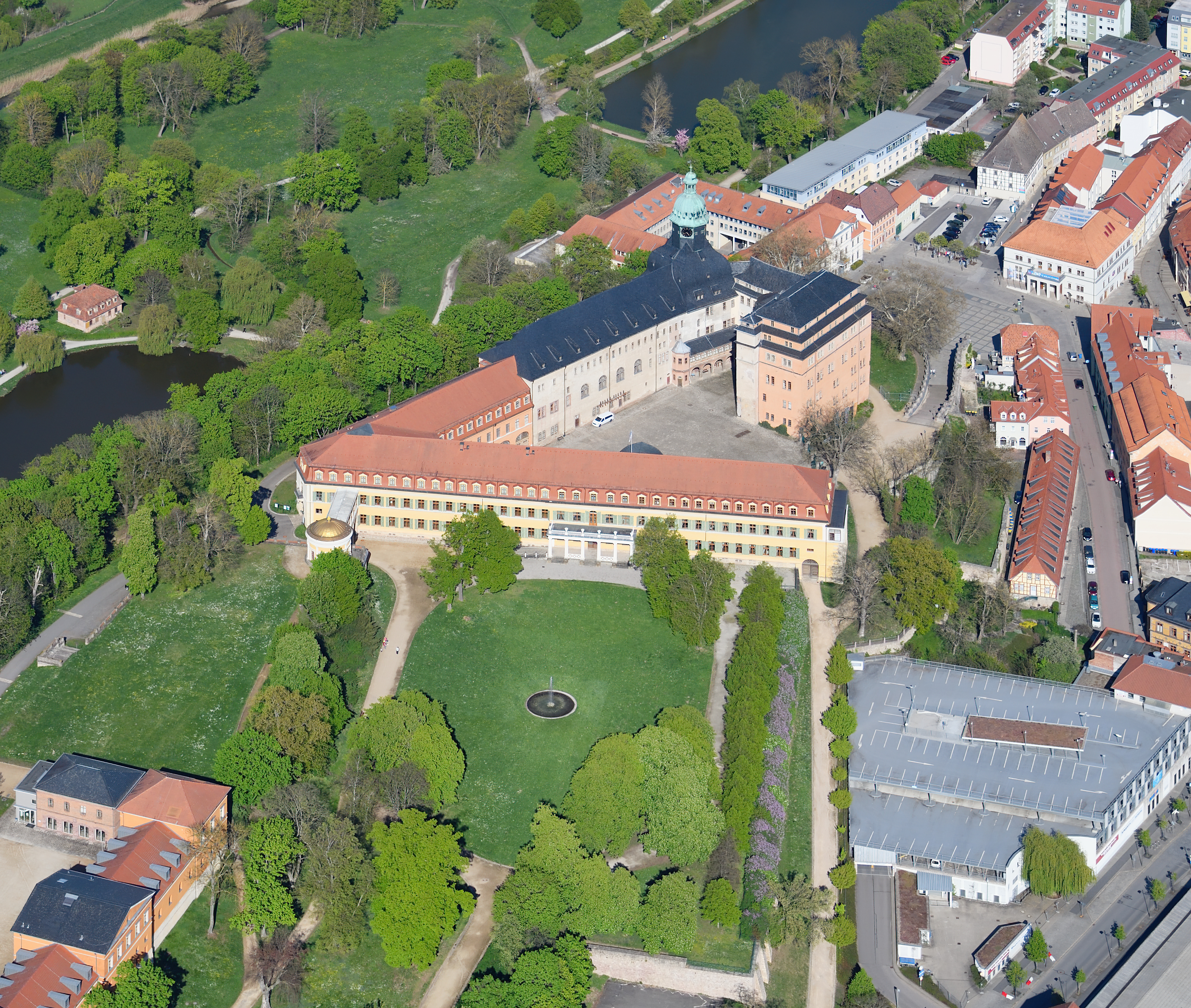
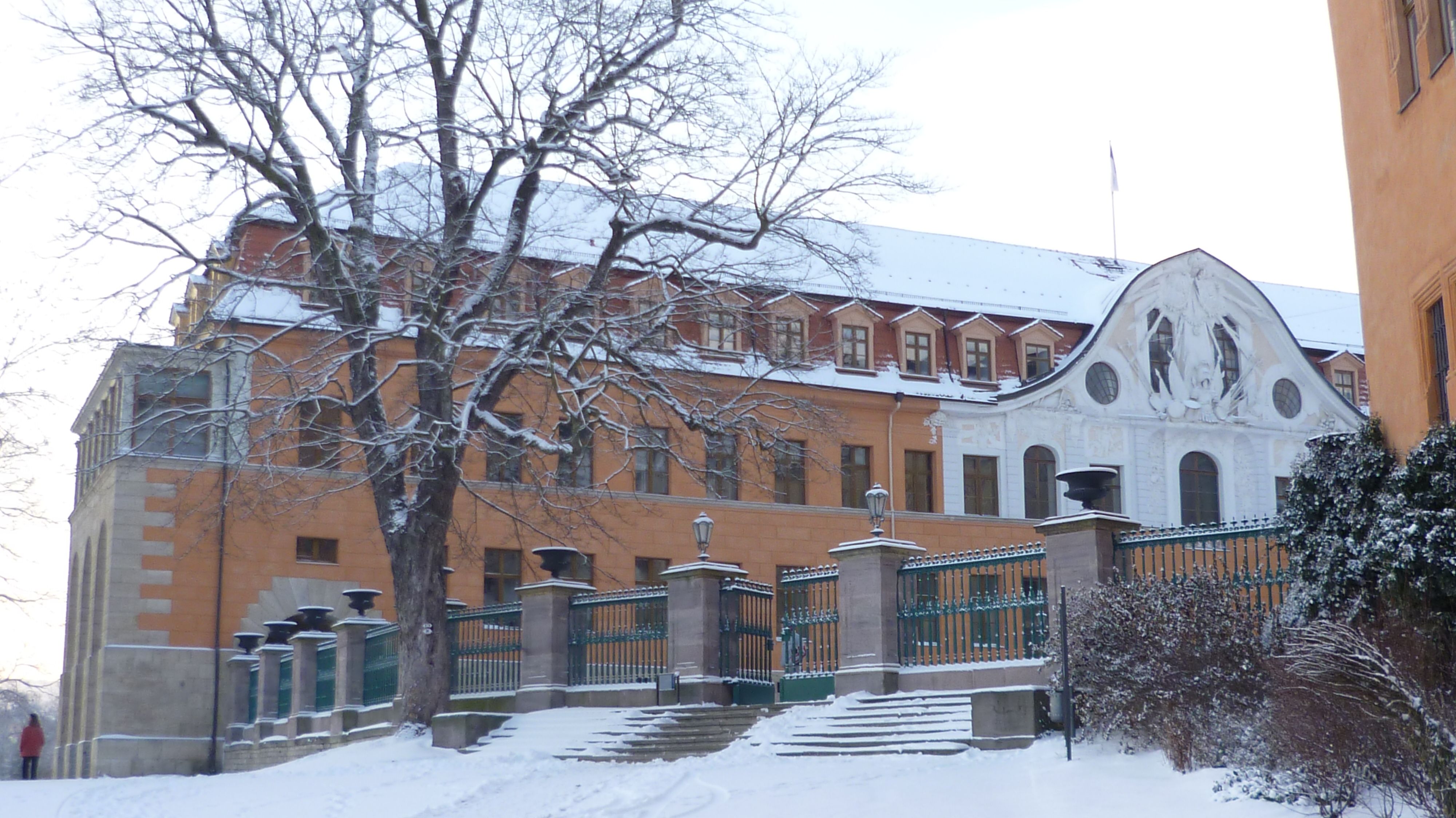
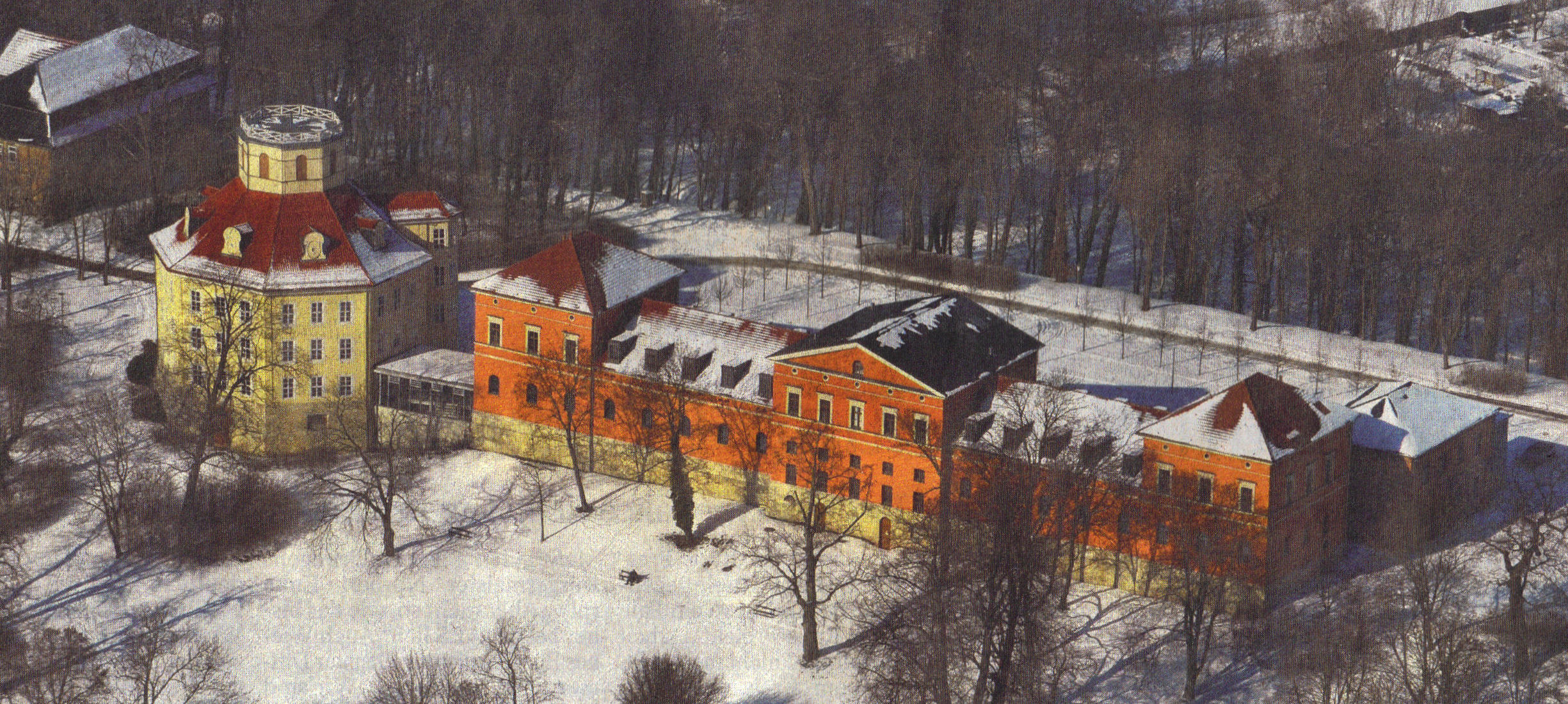

## Графы иимперские князья(с 1697) Шварцбург-Зондерсгаузена младшей линии (1643—1918)
- Антон Гюнтер I (9.1.1620—19.8.1666) 1643—1666, сын Кристиана Гюнтера I (11.5.1578—25.11.1642), сына графа Иоганна Гюнтера I Шварцбург-Арнштадтского
- Кристиан Вильгельм I (1647—1721) 1666—1721, граф Гонштейнский, сеньор Зондерсгаузена, Арнштадта, Лейтенберга с 1666, великий палатин с 22.12.1691, 1-й имперский князь с 3.9.1697, граф Эбелебена с 1681 и Арнштадта с 1716, сын Антона Гюнтера I
- Гюнтер XLIII (1678—1740) 1721—1740, сын Кристиана Вильгельма I
- Генрих XXXV (1689—1758) 1740—1758, сын Кристиана Вильгельма I
- Кристиан Гюнтер III (1736—1794) 1758—1794, князь Шварцбург-Эбелебена 1750—1758, сын князя Августа I Гюнтера Шварцбург-Эбелебенского
- Гюнтер Фридрих Карл I (1760—1837) 1794—1835, отрёкся от престола 19.8./3.9.1835, сын Кристиана Гюнтера III
- Гюнтер Фридрих Карл II (1801—1889) 1835—1880, отрёкся от престола 17.7.1880, сын Гюнтера Фридриха Карла I
- Карл Гюнтер I (1830—1909) 1880—1909, сын Гюнтера Фридриха Карла II

### Князья Шварцбург-Эбелебена(1740—1806)
- Август I (1691—1750) 1740—1750, сын графа Кристиана Вильгельма I Шварцбург-Зондерсгаузенского
- Кристиан Гюнтер III (1736—1794) 1750—1758, князь Шварцбург-Зондерсгаузена с 1758, сын Августа I
- Август II (7.12.1738—10.2.1806) 1758—1806, сын Августа I

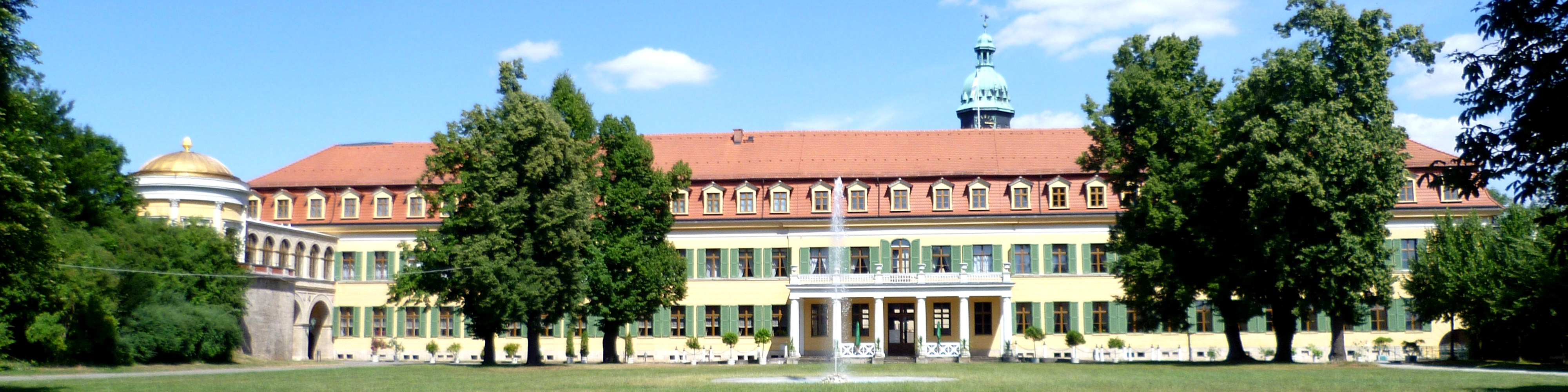
Княжеская резиденция в Зондерсхаузене